# Giro dell'Appennino 1985
Il Giro dell'Appennino 1985, quarantaseiesima edizione della corsa, si svolse il 16 giugno 1985, su un percorso di 206 km. La vittoria fu appannaggio dell'italiano Francesco Moser, che completò il percorso in 5h15'15", precedendo il connazionale Alberto Volpi e lo spagnolo Marino Lejarreta.
I corridori che partirono furono 69, mentre coloro che tagliarono il traguardo di Pontedecimo furono 36.

## Ordine d'arrivo (Top 10)
| Pos. | Corridore           | Squadra                   | Tempo    |
| ---- | ------------------- | ------------------------- | -------- |
| 1    | Francesco Moser     | Gis Gelati-Trentino       | 5h15'15" |
| 2    | Alberto Volpi       | Sammontana-Bianchi        | s.t.     |
| 3    | Marino Lejarreta    | Alpilatte-Olmo-Cierre     | s.t.     |
| 4    | Stefano Giuliani    | Gis Gelati-Trentino       | a 29"    |
| 5    | Johan van der Velde | Vini Ricordi-Pinarello    | a 37"    |
| 6    | Vittorio Algeri     | Vini Ricordi-Pinarello    | s.t.     |
| 7    | Emanuele Bombini    | Del Tongo-Colnago         | s.t.     |
| 8    | Marino Amadori      | Alpilatte-Olmo-Cierre     | s.t.     |
| 9    | Claudio Corti       | Supermercati Brianzoli    | s.t.     |
| 10   | Lucien Van Impe     | Santini-Krups-Conti-Galli | s.t.     |